# 超立方烷
超立方烷是一種假設的多環非芳香烴化合物。

## 簡介
此化合物的結構近似超方形、四維超正方體。其與立方烷皆具有Oh對稱，但結構卻不尋常：八顆碳原子的立方烷部分處於高度對稱的、由碳和氫組成的外殼中。
目前尚未能製備超立方烷。

## 歷史
超立方烷的結構在2014年由法比奧·皮凱利提出，這是基於密度泛函理論。結構為將八甲基立方烷多出的氫原子移除，並加上乙烯鍵及sp2、sp3碳原子間的鍵。為促進波譜研究，皮凱利計算了1H及13C的化學位移。
在2016年，米克埃·馬斯洛夫和康斯坦丁·卡京以基於緊束縛分子動力學的模礙研究超立方烷的裂解，並得出其高熱穩定性可與立方烷比擬的結論。它在室溫的壽命傾向接近無限，並可假設為動力穩定的分子。
對超立方烷在高溫（1000K以上）的分解有各種預測，包括可能產生三個分離的乙炔分子以及一種螺旋槳形多環烴化合物：C34H18，具有三個結合的石墨烯結構，由其他氫原子鈍化。